# Nemzeti Bank (Arad)
Az aradi Nemzeti Bank műemlék épület Romániában, Arad megyében. A romániai műemlékek jegyzékében az AR-II-m-B-00545 sorszámon szerepel.

## Története
Az épület az Arad-Csanádi Takarékpénztár számára épült 1909–1910-ben Hubert József tervei alapján, Szántay Lajos ellenőrzése alatt. 1952-től kezdve a Román Nemzeti Bank aradi kirendeltsége működött benne. 2013-ban egy konferenciaterem kialakításának előkészítése során olyan szakértői vélemény született, hogy az épület magas kockázatot jelent földrengés esetén, ezért a banknak új székhelyet kellett keresnie; ugyan a város nincs kitéve a földrengéseknek, de jogszabály tiltja a kereskedelmi egységek elhelyezését ilyen épületekben. Az épületet a pénzügyminisztérium vette át; 2018-ban a kormány úgy döntött, hogy az épületet az aradi Aurel Vlacu Egyetemnek adja használatba. Az egyetem a rektori hivatalt szándékozza elhelyezni benne.

## Leírása
Az épület alapterülete 1172 négyzetméter; a hozzátartozó telek 1438 négyzetméter. Az eklektikus stílusú épület homlokzata az ókori görög templomokat idézi. A bejárat feletti négy oszlopot egy timpanon zárja le, amelynek csúcsán egy méhkas található.